# قلعه سده
قلعه سده مربوط به اواخر دوره صفوی است و در سده، داخل شهر واقع شده و این اثر در تاریخ ۸ مرداد ۱۳۸۱ با شمارهٔ ثبت ۵۹۳۹ به‌عنوان یکی از آثار ملی ایران به ثبت رسیده است.